# 김시욱
김시욱(金時昱, 일본어: 安山時昱 야스야마 지오쿠[*], 1898년 2월 23일 ~ ?)은 일제강점기의 경찰 겸 관료로, 본적은 평안북도 용천군 양하면이다.

## 생애
1921년 평안북도 문흥경찰서 경부보로 임명되었으며 평안북도 선천경찰서 경부보(1922년 ~ 1923년), 강원도 고성경찰서 경부보(1925년 ~ 1926년), 강원도 횡성경찰서 경부보(1927년), 강원도 회양경찰서 경부보(1928년 ~ 1929년), 강원도 경찰부 보안과 경부보(1930년 ~ 1931년), 강원도 춘천경찰서 경부보(1932년 ~ 1933년)를 역임했다.
1933년 함경북도 경찰부 보안과 및 경찰관교습소 경부로 임명되었으며 함경북도 청진경찰서 경부 및 사법주임(1934년 ~ 1935년)와 함경북도 회령경찰서 경부 및 사법주임(1935년 ~ 1938년), 평안북도 만포경찰서 경부 및 사법주임(1939년), 평안북도 경찰부 보안과 경부 및 사법주임(1939년 ~ 1941년)을 역임했다. 만주사변 당시 군사 수송 업무, 군용품 매상원조 업무, 철도 및 항만 경계 업무, 국경 지대 경비 업무 등을 수행했으며 1934년 8월 27일 만주 사변에 적극 협력한 공로를 인정받아 만주 사변 종군기장에 상신되었다. 1934년 9월 3일 일본 정부의 만주 사변 1차 행상에서 위로 을(慰勞 乙), 1938년 1월 13일 만주 사변 3차 행상에서 공로 병(功勞 丙)에 각각 상신되었다.
중일 전쟁 당시 국방사상 보급 및 선전, 시국강연 및 좌담회 개최, 국방헌금 및 애국기 헌납자금 모집, 시국 범죄 위반 단속 및 검거 업무 등을 수행하는 한편 군대 수송 업무, 국경 지대 특별 경비 업무, 철로 보호 및 파손된 국도 복구 업무, 군대 수송 경계 업무, 군사 기밀 보호 업무 등을 수행하여 일본의 침략 전쟁에 적극 협력했다. 1940년 2월 8일 일본 정부로부터 훈8등 서보장을 받았으며 1940년 4월 29일 중일 전쟁에 적극 협력한 공로를 인정받아 일본 정부의 지나 사변 공적 조서에서 공로(功勞)에 상신되었다. 1940년 5월 1일 종7위에 서위되었으며 1943년 5월 1일 평안북도 초산군수로 임명되었다.
1943년 7월 14일 일본 정부로부터 훈7등 서보장을 받았으며, 1945년 8월 1일부터 광복 때까지 조선총독부 민정관을 역임했다.
민족문제연구소의 친일인명사전 수록자 명단의 경찰 부문과 관료 부문, 친일반민족행위진상규명위원회가 발표한 친일반민족행위 705인 명단에 포함되었다.

## 참고 자료
- 친일반민족행위진상규명위원회 (2009). 〈김시욱〉. 《친일반민족행위진상규명 보고서 Ⅳ-3》. 서울. 178~188쪽.